# Charles Avery (Chemiker)
Charles Avery (* 29. Juli 1795 in Monson, Massachusetts; † 20. Mai 1883 in Clinton, New York) war ein US-amerikanischer Chemiker.
Avery erwarb 1820 einen Studienabschluss am Hamilton College. Anschließend arbeitete er insgesamt vierzehn Jahre an verschiedenen Bildungseinrichtungen im Bundesstaat New York, bevor er 1834 am Hamilton College eine Professur für Chemie und Naturgeschichte annahm. Nachdem er bei Benjamin Silliman in New Haven Vorlesungen gehört hatte, brachte Avery auch an das Hamilton College entscheidende Neuerungen des chemischen Unterrichts und der apparativen Ausstattung. Averys Fähigkeiten in der analytischen Chemie erbrachten ihm weite Anerkennung und er machte sich um die Verbreitung der Daguerreotypie verdient. 1838 wurde er als Associate Fellow in die American Academy of Arts and Sciences gewählt. Dem Hamilton College, dem er 1866 interimistisch als Präsident vorstand, sicherte er zum großen Teil durch eigene Stiftung die Einrichtung eines Observatoriums. 1869 ging Avery in den Ruhestand, hielt aber am New York Homoeopathic College und am Medical College for Women in New York noch Vorlesungen in Chemie und Toxikologie.
Charles Avery war seit 1822 mit Delia Strong (1800–1889) verheiratet, Schwester des Mathematikers Theodore Strong. Das Paar hatte fünf Kinder. Charles Averys Grab befindet sich auf dem Hamilton College Cemetery.